# 専門情報機関総覧
専門情報機関総覧（せんもんじょうほうきかんそうらん）は、官公庁、企業、学会等の機関に設置されている図書館や資料室など、いわゆる「専門図書館」のディレクトリー。専門図書館協議会が1956年に『調査機関図書館総覧』の書名で出版し、その後1969年に『専門情報機関総覧』と改題して刊行、以後およそ3年に1度刊行しているもので、同協議会加盟機関をはじめとした全国の専門図書館、専門情報機関を収録している。

## 刊行経緯
1952年に発足した専門図書館協議会は、当初から外国の関係機関との連携を事業方針に掲げていた。連携を重ねていた米国の専門図書館協会（SLA） から1954年にDirectory of special libraries（専門図書館要覧）が寄贈されたが、ここには各地の専門図書館約2500館の様々なデータがまとめられており、そこには日本の国立国会図書館や支部図書館、企業の研究所図書室なども含まれていた。これを見た協議会の会員は日本でもこうした要覧を作成しようとしたが、資金の目途が立たなかった。
当時協議会は国立国会図書館の中に事務局をおいていた。国立国会図書館支部図書館部考査奉仕課長で専門図書館協議会の実務を担当していた酒井悌は、職務の必要があり調査研究機関のリストを作成していた。その頃日本の研究をしていたアジア財団駐日代表のリチャード・J・ミラーは、国際文化会館の福田直美の紹介で酒井を訪ね、リストを見てその有用性を理解し、刊行することをすすめた。こうした経緯で協議会はアジア財団から必要経費972,000円の資金援助を得ることができた。こうして1956年に刊行した『調査機関図書館総覧』は、協議会の全会員に頒布された他、日本紹介の資料としての活用を期待し日本の在外公館へも相当部数寄贈された
その後協議会は1962年に10周年を迎え、総覧の改訂版刊行の話は出たものの、まずは専門図書館の実務に役立つガイドブックの編集に力を注ぎ、1965年に『資料管理ガイドブック』をダイヤモンド社から刊行した。アジア財団からは協議会が1959年に刊行した『日本統計総索引』への資金援助はあったが、総覧についての資金の目途はたっていなかった。しかし国際図書館連盟などで専門図書館の国際的なディレクトリー作成の機運が高まり、国際協力の一環として日本の専門図書館ディレクトリー作成が要請されるようになっていた。ガイドブックの編集委員長であった電力中央研究所の増井健吉は、国立国会図書館連絡部長となっていた酒井悌から総覧改訂版の編集を依頼され、独立採算で費用を賄う計画で編集に取り掛かった。こうして1969年に『専門情報機関総覧』と改題した総覧改訂版が刊行され、その後およそ3年ごとに内容を充実させて、改訂版が刊行され続けている。

### 編集体制
総覧の編集は一貫して専門図書館協議会の中に設けられた委員会が担当しており、委員名は総覧各版の奥付等に所属機関名と共に掲載されている。1956年版の委員長は佐倉重夫（三菱経済研究所）、1969年版と72年版は増井健吉（電力中央研究所）、1976年版は前園主計（青山学院女子短期大学）、1979年版は飯田賢一（東京工業大学）、1982年版は井上如（東京大学）、1985年版と88年版は高山正也（慶應義塾大学） であった。前園の前職は日本生産性本部図書室、飯田の前職は新日本製鉄、井上の前職は野村総合研究所情報管理室、高山の前職は東京芝浦電気技術情報センターで、いずれも専門図書館の実務に関わっている。その後の委員長である1991年版の山崎久道（三菱総合研究所）、1994年版と2000年版の村橋勝子（経団連図書館）、1997年版の池田正（富士ゼロックス） 、2003年版から2012年版の吉崎保（鹿島建設） 等も同様である。
編集作業は、まず前版での回答機関に調査票を発送し、その回答をもとに新版の編集を行い、統計や索引データを整えた上で刊行される。作業は専門図書館協議会会員機関のスタッフが行っている。
総覧の発行は1979年と1986年の英語版が日外アソシエーツであったが、日本語版の発行者は一貫して専門図書館協議会である。なお発売については、1982年から2003年までは丸善、2006年から2012年は紀伊國屋書店、2015年以降は図書館流通センターが行っている。英語版の発売は1973年が丸善、1979年と1986年は紀伊國屋書店であった。

## 書誌情報

### 各版の書誌情報等
| 刊行年 | タイトル（イタリックは英文版）                                                           | 掲載数 | 表紙     | 本文配列     | 索引                                                   | 定価              |
| 1956   | 調査機関図書館総覧 = Directory of research libraries                                     | 1,003  | 紺       | NDC分類      | 機関名、地域別、蔵書内容、定期刊行物、特殊コレクション | 1,200円 （3.5＄） |
| 1969   | 専門情報機関総覧. 昭和44年版 = Directory of special libraries                            | 1,354  | 黄       | 機関種別     | 機関名                                                 | 1,800円           |
| 1972   | 専門情報機関総覧 和文編. 1972年版                                                        | 1,549  | 赤       | 機関名ABC    | 機関種                                                 | 5,000円           |
| 1973   | Directory of special libraries, Japan. 1973                                              | 1,561  | 赤       | 機関名ABC    | 機関種、ローマ字表記機関名ABC                          | 7,000円           |
| 1976   | 専門情報機関総覧：付・専門情報機関統計. 1976年版 = Directory of special libraries, Japan | 2,006  | 白       | 機関名ABC    | 機関種                                                 | 8,500円           |
| 1979   | 専門情報機関総覧：付・専門情報機関統計. 1979年版 = Directory of special libraries, Japan | 2,019  | ブルー   | 機関名ABC    | 業種別、地域別                                         | 10,000円          |
| 1979   | Directory of information sources in Japan. 1980                                          | 1,468  | 薄緑     | 機関種別     | 機関名                                                 | 10,000円          |
| 1982   | 専門情報機関総覧：付・専門情報機関統計. 1982 = Directory of special libraries, Japan     | 2,022  | 青       | 機関名ABC    | 業種別、地域別                                         | 10,000円          |
| 1985   | 専門情報機関総覧：付・専門情報機関統計. 1985年版 = Directory of special libraries, Japan | 2,150  | 緑       | 機関名ABC    | 業種別、地域別                                         | 12,000円          |
| 1986   | Directory of information sources in Japan. 1986                                          | 1,778  | ベージュ | 機関種別     | 機関名                                                 | 12,000円          |
| 1988   | 専門情報機関総覧：付・専門情報機関統計. 1988年版 = Directory of special libraries, Japan | 2,119  | オレンジ | 機関名ABC    | 業種別、地域別                                         | 16,000円          |
| 1991   | 専門情報機関総覧. 1991年版                                                               | 2,208  | 紺       | 機関名五十音 | 機関種、地域別、主題別、欧文機関名                     | 25,750円          |
| 1994   | 専門情報機関総覧 1994                                                                    | 2,169  | 赤       | 機関名五十音 | 機関種、地域別、主題別、重点資料、欧文機関名           | 35,000円          |
| 1997   | 専門情報機関総覧 1997                                                                    | 2,189  | 緑       | 機関名五十音 | 機関種、地域別、主題別、重点資料、欧文機関名           | 34,000円          |
| 2000   | 専門情報機関総覧 2000                                                                    | 1,879  | 紺       | 機関名五十音 | 機関種、地域別、主題別、重点資料                       | 34,000円          |
| 2003   | 専門情報機関総覧 2003                                                                    | 1,724  | グレー   | 地域別       | 機関種、主題別、機関名                                 | 32,000円          |
| 2006   | 専門情報機関総覧 2006                                                                    | 1,747  | 青       | 地域別       | 機関種、主題別、重点資料、機関名                       | 32,000円          |
| 2009   | 専門情報機関総覧 2009                                                                    | 1,761  | 緑       | 地域別       | 機関種、主題別、重点資料、機関名                       | 32,000円          |
| 2012   | 専門情報機関総覧 2012                                                                    | 1,700  | ピンク   | 地域別       | 機関種、主題別、重点資料、機関名                       | 32,000円          |
| 2015   | 専門情報機関総覧 2015                                                                    | 1,660  | 青       | 地域別       | 機関種、主題別、重点資料、機関名                       | 32,000円          |
| 2018   | 専門情報機関総覧 2018                                                                    | 1,645  | 緑       | 地域別       | 機関種、主題別、重点資料、機関名                       | 32,000円          |

### 英語版と英語表記
1956年刊行の『調査機関図書館総覧』には英文タイトルDirectory of research librariesが併記され、本文の機関名、住所、項目名、蔵書内容には英語も付されていた。1969年刊行の『専門情報機関総覧』の英文タイトルはDirectory of special librariesとなり、本文の英語表記のうち住所は日本語のみになった。その後1972年版、1979年、1985年版には、日本語版とは別に独立した英語版が作成され、日本語版から英語表記はなくなった。本文の機関名に英語表記が復活するのは1991年版からで、以降略称も含めて名称の英語表記を知ることができる。

### 表紙の色と材質
各版の表紙は区別がしやすいように毎回前回とは違う色が使われている。初期のころは「黄本」「赤本」「白本」などと言って区別していた証言もある。赤色表紙の1994年版について小出いずみは、「たとえ他の資料の間に埋まっていても、その存在を容易に察知でき、使いたいときにすぐ使える」と指摘している。
最初の1956年版と1988年から2000年までの各版、そして3冊の英語版はハードカバーで出版された。他の版はソフトカバーであるが、いずれにせよ頻繁な使用に耐えうる製本となっている。
1973年の英語版には付録として、プラスチック製シートに印刷された略語のガイド「Guide sheet to abbreviated descriptions in the directory」が付けられている。 

## 内容

### 掲載内容
各機関ごとに名称、利用案内、一般事項、所蔵資料などの項目順に内容が掲載されている。冒頭の「名称」にあたる部分にあるのは、掲載順に振られた一連番号、機関の名称、住所、電話、URL、OPACの公開/非公開などである。次に「利用案内」として、利用料金、サービス内容、開館時間、休館日、交通案内などが続く。「一般事項」には連絡担当部署、設置年、PC持込、WiFi設備などが挙げられている。「所蔵資料」には主な収集分野、重点収集資料、所蔵している図書、雑誌、新聞などの概数が記載されている。そのほかレファレンスや相互協力、分類表についての項目もある。これらの項目は初版から毎回の編集作業で、状況に応じた見直しが行われてきている。
初版から40年近くたって刊行された1994年版では調査項目の大幅な見直しが行われ、140項目に及ぶ詳細な調査により専門情報機関の実態がより明らかになった。また従来の索引に「重点収集資料別索引」が加わり、統計項目の見直しも行われている。次に大幅な改訂が行われたのは2000年版で、電子ジャーナルや各種データベースの普及等に伴い調査項目が見直され、時代の要請にそぐわない項目は削除された。索引や統計も見直されたこの版の形が、その後も引き継がれている。1994年版と2000年版の委員長であった村橋勝子は、大幅な改訂の意義を詳細に記し、今後の総覧刊行についての提言もまとめている。

### 統計
1976年版からは巻末に詳細な「専門情報機関統計」が付されるようになった。これは同版の編集からコンピュータが導入され、膨大な回答データの集計が容易になったためである。職員数、蔵書数、予算、サービス内容などが、機関種別や主題分野別の統計表で示されている。1979年版の統計からは『ユネスコ統計年鑑』の情報源となっている。

### 索引
総覧は創刊当初から索引に注力してきているが、これはディレクトリーとしての機能を高めるためである。1956年版の本文はNDC分類順で、その中は機関名のABC順に配列されていた。検索を補うための索引は機関名、地域別、蔵書内容、定期刊行物の4種類に加え、付録として特殊コレクションの索引も付されていた。1969年版からは本文の配列が機関種なら索引は機関名、本文が機関名順なら索引は機関種で作成され、1979年版からは地域別索引が加わった。1991年版からは主題分野別と欧文機関名が、1994年版からは重点収集資料別が加わったが、欧文機関名は2000年版から省かれている。2003年版からは本文配列が地域別となり、機関名索引がつけられている。

### 専門情報機関関係団体一覧
1976年版から付属資料として、「専門情報機関関係団体一覧」が付されるようになった。ここには日本医学図書館協会や神奈川県資料室研究会、記録管理学会などの関係団体の名称、事務局、設立目的、設立年、機関誌等の概要が記載されている。中には大手町資料室連絡会など、他では情報が得にくい団体も含まれる。